# November 24.
November 24. az év 328. (szökőévben 329.) napja a Gergely-naptár szerint. Az évből még 37 nap van hátra.
Névnapok: Emma + Emmi, Flóra, Florica, János, Kurszán, Szvetlána, Tűzvirág, Virág

## Események
- 496 – A római zsinat II. Anasztáz pápát választja meg pápának
- 642 – I. Theodórosz pápa Róma püspöke lesz.
- 1530 – Leég a lőcsei papírmalom.
- 1642 – Abel Janszoon Tasman felfedezi a róla elnevezett Tasmaniát.
- 1701 – I. Lipót magyar király és német-római császár elfogatóparancsot ad ki Rákóczi Ferenc ellen.
- 1793 – Franciaországban elrendelik a forradalmi naptár használatát.
- 1859 – Megjelenik Charles Darwin „A fajok eredete” című könyve, az evolúcióelmélet alapműve.
- 1918 – Szerémség a Szerb Királyság része lesz.
- 1918 – Kun Béla vezetésével megalakul a Kommunisták Magyarországi Pártja (KMP).
- 1919 – Megalakult a Huszár-kormány.
- 1922 – Howard Carter brit régész elkezdi feltárni Tutanhamon sírját.
- 1934 – Sipőcz Jenőt, Budapest polgármesterét főpolgármesterré nevezik ki, utóda december 14-étől Szendy Károly.
- 1940 – Szlovákia csatlakozik a tengelyhatalmakhoz.
- 1963 – Lyndon B. Johnson nyilatkozatban fejezi ki szándékát, miszerint folytatja a Dél-Vietnámnak adott katonai és gazdasági segítségnyújtást.
- 1963 – A világ első élő, egyenes adású televíziós gyilkossága, amikor Jack Ruby lelőtte Lee Harvey Oswaldot.
- 1977 – Az Európa Tanács tagja lesz Spanyolország.
- 1988 – Grósz Károlytól Németh Miklós veszi át a miniszterelnöki posztot.
- 1989 – Az Országgyűlés kompromisszumos javaslatot fogad el az adótörvények ügyében, miután a bevásárlóturizmus miatt a határ menti megyékben romlott az ellátás, bővíti azon élelmiszerek körét, amelyeket tilos kivinni az országból.
- 1989 – A Szocialista Internacionálé helyreállítja a Magyarországi Szociáldemokrata Párt (MSZDP) teljes jogú tagságát.
- 1992 – Elhagyják a Fülöp-szigeteket az ott tartózkodó amerikai csapatok.
- 1992 – Az árvíz egy kivételével elsodorja a dunacsúnyi duzzasztó zsilipkapuit.
- 1995 – Népszavazást tartanak a katolikus Írországban arról, hogy az alkotmányból töröljék Európában utolsóként a válás tilalmát. Az írek szűk – 50,28 százalékos – többséggel megszavazták a válás lehetőségét.[1]
- 1997 – Csődöt jelent a negyedik legnagyobb japán brókerház, a Yamaichi Securities, ami az egész japán pénzügyi rendszerbe vetett bizalmat megrengeti.
- 1998 – Németh János lesz az Alkotmánybíróság elnöke.
- 2007 – Munkáspárti győzelem Ausztráliában. John Howard kormányfő alulmaradt Kevin Rudd munkáspárti politikussal szemben.

## Születések
- 1632 – Baruch Spinoza holland filozófus († 1677)
- 1700 – Johann Bernhard Bach II német zeneszerző, orgonista († 1743)
- 1713 – Laurence Sterne angol író, költő († 1768)
- 1717 vagy 1726 – Ivan Grigorjevics Csernisov orosz birodalmi tábornagy és tengernagy († 1797)
- 1729 – Alekszandr Vasziljevics Szuvorov orosz herceg, tábornagy, cári hadvezér, generalisszimusz († 1800)
- 1784 – Zachary Taylor, az Amerikai Egyesült Államok 21. elnöke, hivatalban 1849–1850-ig († 1850)
- 1801 – Ludwig Bechstein német író, meseíró, könyvtáros († 1860)
- 1821 – Joannovics György politikus, nyelvész, újságíró, az MTA tagja († 1909)
- 1821 – Sárközy Soma ügyvéd, 1848–49-es vértanú († 1853)
- 1826 – Carlo Collodi olasz író (Pinocchio) († 1890)
- 1850 – Lukács László magyar politikus, 1912–13-ig magyar miniszterelnök († 1932)
- 1858 – Marie Bashkirtseff orosz származású francia festőnő, szobrász és írónő († 1884)
- 1860 – Szini Péter magyar író, állami tanító († 1906)
- 1864 – Henri de Toulouse-Lautrec francia festő († 1901)
- 1868 – Scott Joplin amerikai zeneszerző és zongorista († 1917)
- 1875 – Anatolij Vasziljevics Lunacsarszkij bolsevik művelődéspolitikus, esztéta, kritikus, író, műfordító († 1933)
- 1882 – Dienes Pál magyar matematikus, filozófus († 1952)
- 1888 – Nagy Adorján magyar  színész, rendező († 1956)
- 1888 – Dale Carnegie amerikai író († 1955)
- 1897 – Charles „Lucky” Luciano szicíliai maffiózó, őt nevezik a modern szervezett bűnözés atyjának († 1962)
- 1900 – Teleki Ádám magyar agrármérnök († 1972)
- 1902 – Szabó Zoltán magyar teológus, országgyűlési képviselő († 1965)
- 1902 – Latabár Kálmán (a „Latyi”) Kossuth-díjas magyar színész-komikus († 1970)
- 1909 – Gerhard Gentzen német matematikus, logikus († 1945)
- 1909 – Mérei Ferenc magyar pszichológus, pedagógus († 1986)
- 1915 – Lőrincze Lajos magyar nyelvész († 1993)
- 1925 – Balázs Sándor magyar kertészmérnök, egyetemi tanár († 2016)
- 1926 – Li Cseng-tao kínai származású amerikai Nobel-díjas fizikus, a nagyenergiájú részecskefizika, szimmetriaelvek és statisztikus fizika kutatója († 2024)
- 1927 – Ahmadou Kourouma elefántcsontparti író, a francia nyelvű afrikai irodalom kiemelkedő alakja († 2003)
- 1930 – Rozsnyói Sándor olimpiai ezüstérmes, Európa-bajnok atléta, akadályfutó († 2014)
- 1932 – Jókai Anna kétszeres Kossuth- és József Attila-díjas magyar írónő, költőnő, a nemzet művésze († 2017)
- 1932 – Bozsik Valéria magyar író
- 1932 – Juhász-Nagy Katalin magyar olimpiai bajnok tőrvívó
- 1935 – Gyurkó Henrik Jászai Mari-díjas magyar színész, bábjátékos
- 1939 – Schöpflin György magyar történész, politológus, egyetemi tanár, az Európai Parlament képviselője († 2021)
- 1941 – Pete Best angol zenész, a The Beatles első dobosa.
- 1942 – András Ferenc Kossuth- és Balázs Béla-díjas magyar filmrendező, a nemzet művésze († 2024)
- 1942 – Oláh János József Attila-díjas magyar költő, író († 2016)
- 1946 – Székhelyi József Jászai Mari-díjas magyar színművész, rendező, a Fészek Klub alelnöke († 2018)
- 1946 – Ted Bundy amerikai sorozatgyilkos († 1989)
- 1947 − Martin Márta Jászai Mari-díjas magyar színésznő
- 1952 – Thierry Lhermitte francia színész
- 1954 – Emir Kusturica boszniai szerb filmrendező, forgatókönyvíró
- 1954 – Eörsi Mátyás magyar politikus, ügyvéd, az SZDSZ egyik alapító tagja
- 1954 – Kőszáli Ibolya magyar színésznő
- 1958 – Ujváry Éva magyar rádiós és televíziós műsorvezető, tanár
- 1959 – Kiszel Tünde magyar modell, médiaszemélyiség, műsorvezető
- 1961 – Dezső Ilona Anna magyar író
- 1964 – Mathias Dietrich a Die Prinzen nevű német együttes basszusgitárosa
- 1968 – Kálmán István magyar operatőr
- 1970 – Julieta Venegas Grammy-díjas és kétszeres Latin Grammy-díjas mexikói énekesnő.
- 1975 – Haumann Petra magyar színésznő
- 1978 – Katherine Heigl amerikai színésznő
- 1982 – Jakob Johann Sveinsson izlandi úszó
- 1983 – Gwilym Lee brit filmszínész
- 1986 – Juri Ibo Kaya Schewe a Panik zenekar volt dobosa, napjainkban a Piazu Manju nevű együttesben játszik
- 1988 – Galgóczy Gáspár színész
- 1993 – Hande Erçel török színésznő és modell
- 1994 – Nabil Bentaleb algériai labdarúgó
- 1996 – Harry Lewis guernsey-i youtuber
- 2000 – Kiss Tamás labdarúgó.

## Halálozások
- 62 – Aulus Persius Flaccus Római költő (* 34)
- 1494 – Kinizsi Pál országbíró, temesi ispán, Mátyás király hadvezére (* 1431 körül)
- 1597 – Enyedi György magyar unitárius püspök (* 1555)
- 1741 – Ulrika Eleonóra svéd királynő (* 1688)
- 1743 – Groll Adolf győri püspök (* 1681)
- 1801 – Franz Moritz von Lacy osztrák császári hadvezér (* 1725)
- 1834 – Bilnitza Pál  magyar evangélikus püspök (* 1772)
- 1836 – Balogh Mihály magyar református tanár (* 1836)
- 1866 – Michael Hager orvosdoktor, tábori törzsorvos és tanár (* 1795)
- 1927 – Ion I. C. Brătianu politikus (Ion Brătianu fia), az első világháború alatt Románia miniszterelnöke (* 1864)
- 1946 – Moholy-Nagy László magyar fotográfus, konstruktivista festőművész, designer, a Bauhaus iskola kiemelkedő tanára, a kísérleti filmek egyik magyar úttörője (* 1895)
- 1957 – Diego Rivera mexikói festőművész (* 1886)
- 1963 – Lee Harvey Oswald John F. Kennedy amerikai elnök gyilkosa (* 1939)
- 1964 – Mányai Lajos Jászai Mari-díjas magyar színművész (* 1912)
- 1968 – Dobi István politikus, miniszter, magyar miniszterelnök, a Magyar Népköztársaság Elnöki Tanácsának elnöke (* 1898)
- 1953 – Heinrich Tibor magyar jégkorongozó, vitorlázó (* 1898)
- 1973 – Nyikolaj Iljics Kamov szovjet repülőgéptervező (* 1902)
- 1978 – Vihar Béla József Attila-díjas költő (* 1908)
- 1982 – Házy Erzsébet Kossuth- és Liszt Ferenc-díjas magyar opera-énekesnő, szoprán (* 1929)
- 1990 – Juan-Manuel Bordeu argentin autóversenyző (* 1934)
- 1990 – Dodie Smith angol novella- és drámaíró, a nagy sikerű Százegy kiskutya szerzője (* 1896)
- 1991 – Freddie Mercury a Queen együttes indiai származású angol énekese (* 1946)
- 1991 – Eric Carr a Kiss együttes dobosa (* 1950)
- 1996 – Sorley MacLean skót költő (* 1911)
- 1998 – Kürti Miklós magyar születésű brit fizikus (* 1908)
- 2004 – Arthur Hailey kanadai író  (* 1920)
- 2017 – Vasadi Péter Kossuth-díjas magyar költő, író, esszéíró, irodalomkritikus, műfordító, a nemzet művésze (* 1926)
- 2017 – Berezvai Marcell magyar zenész, zeneszerző, dalszövegíró (* 1992)
- 2021 – Csűrös Karola magyar színésznő, érdemes művész (* 1936)

## Nemzeti ünnepek, emléknapok, világnapok
→Sablonvita:Ünnepek/11-24:
- Dung-Lac Szent András és vértanútársai emléknapja a katolikus egyházban[2]
- a tanárok napja Törökországban (a latin ABC 1928-as bevezetésének évfordulóján)[3]